# Lesiones benignas de la laringe
Las lesiones benignas de la laringe son un conjunto de alteraciones laríngeas con muy bajo potencial maligno. Presentan baja incidencia en la población y tienen por síntoma principal la disfonía. La confirmación del diagnóstico se realiza vía laringoscopía y en algunos casos se necesita la biopsia. Los tratamientos varían según el tipo y causa de la lesión, sin embargo las técnicas más utilizadas son la microdisección  con acero laminado en frío y el láser CO2.

## Tipos de lesiones benignas de la laringe

#### Nódulos de las cuerdas vocales
Son masas ubicadas superficialmente en la laringe y localizados en las cuerdas vocales verdaderas. Se presentan mayormente en mujeres tras abuso vocal y clínicamente presentan disfonía por cierre incompleto de las cuerdas vocales. Un 90% de estos nódulos desaparecen o dejan de ser sintomáticos al ser tratados con terapia de voz.

#### Edema de Reinke
Es una retención de líquido en un espacio ubicado bajo la mucosa de las cuerdas vocales, llamado espacio de Reinke. Resulta de un drenaje linfático deficiente de las cuerdas vocales. A pesar de su etiología desconocida, está muy relacionada al tabaco y al uso abusivo de la voz. En la mayoría de casos se trata con la abstención del tabaco y terapia vocal. Sin embargo si el edema es persistente se indica el tratamiento quirúrgico a través de una cordotomía.

#### Quiste laríngeo
Son sacos membranosos que se forman en el espacio de Reinke. Pueden ser mucoso o epidérmico. El quiste mucoso puede ocurrir de manera espontánea, por mala higiene vocal o cualquier otra causa que obstruya la salida de la glándula mucosa. El quiste epidérmico se relaciona a un trauma repetido de las cuerdas vocales. Solo se requiere tratamiento si presenta disfonía.

#### Papilomatosis respiratoria recurrente
Es una masa verrugosa exofítica causada por el virus papiloma humano (VPH) tipo 6 y 11 que se instala en el trayecto de la vía aérea, generando mayor turbulencia y como consecuencia la resequedad de la mucosa. El epitelio que normalmente es ciliar se transforma en epitelio escamoso y este cambio inicial puede conllevar a una transformación maligna, especialmente en pacientes con la enfermedad avanzada.

#### Laringocele
Es un apéndice del ventrículo de Morgagni dilatado de forma anormal. Sucede debido a una comunicación anómala entre este apéndice y el lumen de la laringe. Clínicamente se observa una región inflada en el cuello que incrementa de tamaño con la maniobra de Valsalva.

#### Granuloma
Se trata de una tumoración unilateral que se ubica en las terceras cuerdas vocales. Entre sus posibles causas está la enfermedad el reflujo gastroesofágico, la intubación traumática o histórico de cirugía laríngea previa.

#### Lesiones vasculares
Incluye a las várices y telangectasias. Normalmente se desarrollan en la “zona de golpe” de las cuerdas vocales (región músculomembranosa). Su espectro clínico es bastante variable: puede ser desde asintomáticas hasta causar efecto de masa o hemorragias.